# 夏、19歳の肖像
『夏、19歳の肖像』（夏天19岁的肖像）は2017年に公開された中国映画。日本の推理作家の島田荘司の同名小説を原作とし、ファン・ズータオ、ヤン・ツァイユー、リー・モン、カルヴィン・トゥが出演した。
2017年5月27日に中国大陸で公開された。

## 出演
- ファン・ズータオ：カン・チャオ
- ヤン・ツァイユー：シア・インイン
- リー・モン：ジュー・リー
- カルヴィン・トゥ：ジャオ・イー
- チャン・クォチュー：シア・クン
- スタンリー・フォン：ジャンじいさん
- チュウ・チーイン：ジョウ・ミン

## スタッフ
- 監督：チャン・ロンジー
- 製作：スー・チャオピン、ホァン・ジーミン
- 原作：島田荘司『夏、19歳の肖像』（文春文庫刊）
- 脚本：キャロル・リー
- 撮影：スティーヴン・ジェームズ・ラウズ
- 音楽：テルサック・ヤンパン